# Sick & Tired
Sick & Tired is een nummer van de Zweedse band The Cardigans uit 1995. Het is de derde single van hun debuutalbum Emmerdale.
"Sick & Tired" gaat over een zomerliefde die verkeerd afliep. In de tekst uit de liedvertelster haar ongenoegen daarover richting haar inmiddels ex-geliefde. Het nummer flopte in Zweden, het thuisland van The Cardigans, maar werd in het Verenigd Koninkrijk wel een bescheiden hit en betekende daar de doorbraak voor de band. Ook in het Nederlandse taalgebied deed de plaat niets in de hitlijsten.

## Tracklijst
- Cd-single

1. "Sick & Tired"
2. "Plain Parade"
3. "Laika"
4. "Pooh Song"